# Rode (nimfa)
Rode (en grec antic Ῥόδη) va ser una nimfa, tan aviat considerada filla d'Afrodita i d'un pare del que no se sap el nom, com de Posidó i d'Hàlia (o d'Amfítitre, segons altres versions). És germana de Tritó. Alguns autors la fan filla del déu-riu Àsop. Donà nom a l'illa de Rodes.
Tingué relacions amb Hèlios, el Sol, i en conseqüència se li atribueixen set fills anomenats genèricament Helíades, un dels quals, Cèrcaf, va regnar a l'illa de Rodes després del seu germà Òquim, i va tenir diversos fills que es van repartir el poder a l'illa.